# Зарицький Орест
Орест Зарицький гербу Новина (1863, с. Стриївка Збаразького повіту Королівства Галичини та Володимирії у складі Австро-Угорщини — 3 листопада 1930, с. Нище, Зборівського повіту Тернопільського воєводства Польської Республіки) — український лікар-офіцер флоту Австро-Угорщини, морський генеральний штабний лікар (контр-адмірал).

## Життєпис
Народився 1863 року у с. Стриївці Збаразького повіту на Тернопіллі. Його батько Климентій Зарицький, парох (священик) греко-католицької громади села Стриївки, походив із шляхетського роду Зарицьких гербу Новина з Теребовлянщини.
Орест закінчив дворічну народну школу в Стриївці та п'ятирічну міську школу в Збаражі, а з 1876 року навчався у вищій гімназії в Тернополі, яку закінчив у 1884 році. Того ж року розпочав навчання на медичному факультеті Віденського університету, де у 1888 році товариші обрали його, як свідомого українця, головою студентського товариства «Січ». У Відні Зарицький познайомився зі своїм земляком, військово-морським лікарем доктором Ярославом Окуневським і за його прикладом обрав своїм майбутнім морську службу.

### Службова кар'єра
Навесні 1890 року Орест Зарицький успішно закінчив курс навчання у Віденському університеті і отримав диплом «доктора всіх лікарських наук». З січня 1891 року він майже 28 років служив лікарем-офіцером цісарського і королівського військово-морського флоту Австро-Угорщини (k. u. k. Kriegsmarine), де пройшов шлях від корветного лікаря (лейтенанта) до морського генерального штабного лікаря (контр-адмірала), від стажиста до керівника санітарної служби флоту. Як корабельний лікар бойових кораблів Зарицький побував у багатьох країнах Європи, Америки, Африки й Азії. Дотепер у Віденському музеї природознавства зберігається привезений ним з островів Карибського моря череп стародавньої людини.
Орест Зарицький не створив своєї сім'ї, не мав власного житла. Зате регулярно навідувався на Батьківщину, уособленням якої для нього стало с. Кругів Золочівського повіту Тернопільського воєводства (нині — Львівщині). Там мешкала його старша сестра Ольга зі своїм чоловіком о. Йоною Пелехатим — парохом греко-католицької громади сусіднього с. Нище Зборівського повіту. Доктор Зарицький як справжній український інтелігент того часу регулярно жертвував на різні потреби, але категорично заперечував, щоб його ім'я вказувалось серед списків меценатів.
Після звільнення 1917 року Ярослава Окуневського з посади голови санітарного управління флоту, його наступником було призначено Ореста Зарицького.
Флот Австро-Угорщини був розформований 30 жовтня 1918 року. Як останній керівник санітарного відомства, він зобов'язаний був забезпечити проведення всіх ліквідаційних заходів.
1922 року доктор Зарицький повернувся до Кругова зі словами: «Хочу померти на рідній землі». На жаль, ще не знайдено письмових свідчень про його післявоєнне життя. Лише із покоління в покоління серед жителів Кругова, Нищого і сусідніх сіл передаються спомини про «генерала», який безкоштовно надавав лікарську допомогу всім, хто її потребував.
Велике задоволення Зарицький отримував від спілкування з молодшим поколінням — дітьми племінниці Ірени, його внучатими племінниками — Сергієм, Йоною і Ольгою Сокоцькими. За його прикладом Сергій також обрав лікарську професію.
Наприкінці 1930 року Орест Зарицький тяжко захворів і у понеділок 3 листопада відійшов у вічність.
Похорон адмірала був велелюдним. Останню пошану покійному віддали селяни із Кругова, Нищого і сусідніх сіл. Сім греко-католицьких священиків взяли участь у похоронній церемонії. Поховали його на цвинтарі с. Нище, що за 4 км від Кругова. Сільська молодь несла труну з покійним на плечах…
1936 року померло подружжя Пелехатих — Йона та Ольга — і їх поховали поряд із Зарицьким, а племінницю Ірену 1948 року підхоронили до його могили.
1941 року гестапо розстріляло вчителя Йону Сохоцького, 1944 року на Захід емігрував Сергій Сохоцький. На початку 1950-х у Кругові совітська влада виселила сім'ю Ольги Сохоцької-Квасниці з їхнього маєтку в іншу будівлю, де розмістили школу і виділили маленькі кімнатки для сім'ї учителя Євгена Квасниці. Згодом із нащадків Зарицьких-Пелехатих у Кругові та Нищому нікого не залишилося.
Пізніше збудували надгробний пам'ятник Пелехатим на кошти відомого лікаря-кардіолога з Америки Сергія Сохоцького, про що є напис на надгробній плиті. А на могилі Ореста Зарицького спорудили лише бетонну плиту. Ставити надгробок цісарському адміралу, який до того ще й допомагав «петлюрівцям», у радянський час не ризикнули.

## Нагороди
- Ювілейна пам'ятна медаль 1898
- Військова медаль (Австро-Угорщина) (1900)
- Золотий хрест «За цивільні заслуги» (Австро-Угорщина) з короною (1901)
- Лицарський хрест ордена Франца-Йосифа
- Ювілейний хрест
- Почесний знак Австрійського Червоного Хреста, офіцерський хрест з військовою відзнакою (1915)
- Офіцерський хрест ордена Франца-Йосифа з Воєнною відзнакою (1916)
- Хрест «За вислугу років» (Австрія) 3-го класу для офіцерів (1918)